# Miss Universo 2002

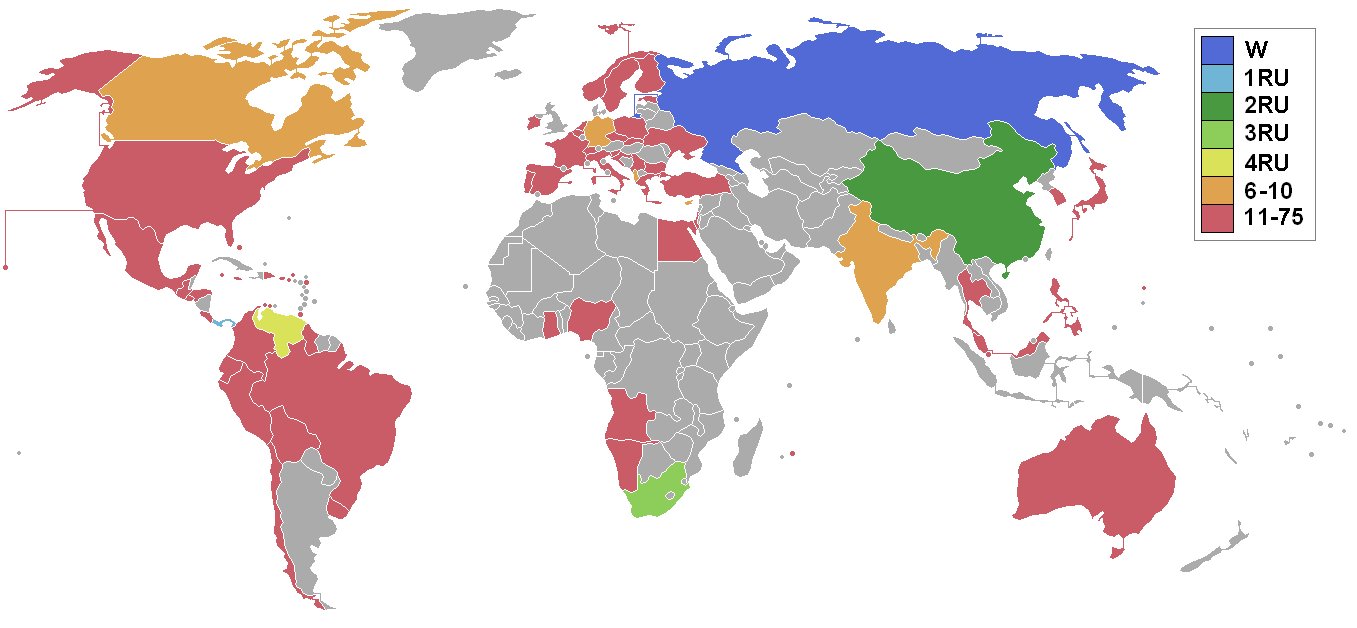
Miss Universo 2002. Le nazioni partecipanti ed i risultati.

Miss Universo 2002, cinquantunesima edizione di Miss Universo, si è tenuta presso il Coliseo Roberto Clemente di San Juan (Porto Rico) il 29 maggio 2002. L'evento è stato presentato da Phil Simms, Daisy Fuentes e Brook Lee, mentre l'ospite della serata è stato Marc Anthony. Oxana Fedorova, Miss Russia, è stata incoronata Miss Universo 2002 dalla detentrice del titolo uscente, Denise Quiñones di Porto Rico, salvo poi rinunciare al titolo quattro mesi dopo a favore della seconda classificata, Justine Pasek di Panama.

## Risultati

### Piazzamenti
| Risultato finale   | Concorrente |
| ------------------ | --- |
| Miss Universo 2002 | - Russia - Oxana Fedorova (detronizzata)                                                                                           |
| 2ª classificata    | - Panama - Justine Pasek (sostituta)                                                                                               |
| 3ª classificata    | - Cina - Zhuo Ling |
| 4ª classificata    | - Sudafrica - Vanessa Carreira |
| 5ª classificata    | - Venezuela - Cynthia Lander |
| Top 10             | - Albania - Anisa Kospiri - Canada - Neelam Verma - Cipro - Demetra Eleftheriou - Germania - Natascha Börger - India - Neha Dhupia |

### Punteggi alle sfilate finali
Vincitrice
     2ª classificata
     3ª classificata
     4ª classificata
     5ª classificata
     Semifinalista Top 10
(#) Posizione in ogni turno della gara
| Nazione   | Costume da bagno | Abito da sera | Media      |
| --------- | ---------------- | ------------- | ---------- |
| Russia    | 9.64 (1)         | 9.88 (1)      | 9.760 (1)  |
| Venezuela | 8.83 (5)         | 9.29 (2)      | 9.060 (2)  |
| Cina      | 9.15 (2)         | 8.88 (5)      | 9.015 (3)  |
| Panama    | 8.92 (3)         | 8.79 (7)      | 8.855 (4)  |
| Sudafrica | 8.79 (6)         | 8.90 (4)      | 8.845 (5)  |
| Germania  | 8.84 (4)         | 8.81 (6)      | 8.825 (6)  |
| Cipro     | 8.49 (8)         | 9.15 (3)      | 8.820 (7)  |
| Albania   | 8.51 (7)         | 8.34 (8)      | 8.425 (8)  |
| India     | 8.10 (10)        | 8.32 (9)      | 8.210 (9)  |
| Canada    | 8.39 (9)         | 7.99 (10)     | 8.190 (10) |

### Riconoscimenti speciali
| Riconoscimento             | Concorrente                                                                                 |
| -------------------------- | ------------------------------------------------------------------------------------------- |
| Best National Costume      | - Colombia - Vanessa Mendoza - Porto Rico - Isis Casalduc - Rep. Dominicana - Ruth Ocumárez |
| Miss Congeniality          | - Isole Vergini Americane - Merlisa George                                                  |
| Miss Photogenic            | - Porto Rico - Isis Casalduc                                                                |
| Bluepoint Best in Swimsuit | - Russia - Oxana Fedorova                                                                   |

## Giudici della trasmissione televisiva
Le seguenti celebrità hanno fatto da giudici durante la serata finale:
- Nicole Miller - Stilista.
- Marshall Faulk - Giocatore di football americano.
- Oswald Mendez - Concorrente a The Amazing Race 2.
- Amir - Stilista.
- Tatjana Patitz - Modella.
- Tyrese - Modello.
- Yue-Sai Kan - Personalità della televisione cinese.
- Christopher McDonald - Attore.
- Marisol Malaret - Miss Universo 1970.
- Ethan Zohn - Vincitore di Survivor 3 (Africa).

## Concorrenti
- Albania - Anisa Kospiri
- Angola - Giovana Leite
- Antigua e Barbuda - Aisha Ralph
- Aruba - Deyanira Frank
- Australia - Sarah Davies
- Bahamas - Nadia Albury
- Belgio - Ann Van Elsen
- Bolivia - Paola Coimbra
- Brasile - Josiane Oliveira
- Bulgaria - Elina Georgirva
- Canada - Neelam Verma
- Cile - Nicole Rencoret Ladrón de Guevara
- Cina - Zhuo Ling
- Cipro - Demetra Eleftheriou
- Colombia - Vanessa Mendoza
- Corea del Sud - Kim Min-kyoung
- Costa Rica - Merilyn Villalta
- Croazia - Ivana Paris
- Curaçao - Ayanette Statia
- Ecuador - Isabel Ontaneda-Pinto
- Egitto - Sally Shaheen
- El Salvador - Elisa Sandoval
- Estonia - Jana Tafenau
- Filippine - Karen Loren Agustín
- Finlandia - Janette Broman
- Francia - Sylvie Tellier
- Germania - Natascha Börger
- Ghana - Stephanie Walkins-Fia
- Giamaica - Sanya Hughes
- Giappone - Mina Chiba
- Grecia - Lena Paparigopoulou
- Guatemala - Carina Velasquez
- Guyana - Mia Rahaman
- Honduras - Erika Ramirez
- India - Neha Dhupia
- Irlanda - Lisa O'Sullivan
- Isole Cayman - Shannon McLean
- Isole Marianne Settentrionali - Virginia Gridley
- Isole Vergini Americane - Merlisa George
- Isole Vergini Britanniche - Anastasia Tonge
- Israele - Yamit Har-Noy
- Italia - Anna Rigon
- Jugoslavia - Sladjana Bozovic
- Kenya - Julie Njeru
- Malaysia - Karen Lit Eit Ang
- Mauritius - Karen Alexandre
- Messico - Ericka Cruz
- Namibia - Michelle Heitha
- Nicaragua - Marianela Larayu Mendoza
- Nigeria - Chinenye Ochuba
- Norvegia - Hege Hatlo
- Paesi Bassi - Kim Kötter
- Panama - Justine Pasek
- Perù - Adriana Zubiate
- Polonia - Joanna Dozdrowska
- Porto Rico - Isis Casalduc
- Portogallo - Iva Catarina Lamarao
- Rep. Ceca - Diana Kobzanova
- Rep. Dominicana - Ruth Ocumárez
- Russia - Oxana Fedorova
- Singapore - Nuraliza Osman
- Slovacchia - Eva Dzodlova
- Slovenia - Iris Mulej
- Spagna - Vania Millán
- Stati Uniti - Shauntay Hinton
- Sudafrica - Vanessa Carreira
- Svezia - Malou Hansson
- Svizzera - Jennifer Ann Gerber
- Thailandia - Janjira Janchome
- Trinidad e Tobago - Nasma Mohammed
- Turchia - Çağla Kubat
- Ucraina - Liliana Gorova
- Ungheria - Edit Friedl
- Uruguay - Fiorella Fleitas
- Venezuela - Cynthia Lander

## Trasmissioni internazionali
Alcuni canali televisivi al di fuori degli Stati Uniti d'America, come la NBC o Telemundo hanno trasmesso l'evento dal vivo nei rispettivi territori.
- Albania: RTV21
- Argentina: América 2
- Australia: Seven Network
- Austria: TW1
- Bahamas: ZNS-TV
- Belgio: Star!
- Bermuda: ZBM-TV
- Bolivia: Unitel
- Bulgaria: BNT 1
- Canada: CBC Television
- Cina: CCTV-1
- Cipro: Cyprus Broadcasting Corporation
- Colombia: Caracol TV
- Corea del Sud: KBS1
- Costa Rica: Teletica
- Danimarca: Star! Scandinavia e Showtime Scandinavia
- Ecuador: Gama TV
- Egitto: MBC4
- El Salvador: TCS
- Emirati Arabi Uniti: MBC4
- Estonia: Star! e Viasat Baltics
- Filippine: RPN 9
- Finlandia: MTV3, Star! Scandinavia e Showtime Scandinavia
- Francia: Paris Première
- Germania: Das Vierte
- Giamaica: Ination TV
- Giappone: NHK
- Grecia: ANT1
- Honduras: Canal 11
- Hong Kong: TVB Pearl
- India: DD National
- Indonesia: Indosiar
- Irlanda: RTÉ One
- Islanda: Star! Scandinavia e Showtime Scandinavia
- Israele: Arutz 2
- Italia: Stream
- Lettonia: Star! e Viasat Baltics
- Libano: LBC e MBC4
- Malaysia: TV1
- Malta: TVM
- Messico: Televisa
- Namibia: NBC
- Nicaragua: Televicentro
- Norvegia: TV2
- Paesi Bassi: Star!
- Panama: Telemetro
- Perù: ATV
- Polonia: TVP2
- Porto Rico (paese ospitante): Univision
- Portogallo: RTP1
- Regno Unito: BBC One
- Rep. Dominicana: Color Vision
- Romania: TVR1
- Russia: C1R
- Serbia: RTS
- Singapore: MediaCorp TV Channel 5
- Spagna: TVE1
- Stati Uniti: CBS
- Svezia: Star! Scandinavia e Showtime Scandinavia
- Svizzera: SF 1
- Taiwan: CTS
- Thailandia: Channel 7
- Trinidad e Tobago: CCN TV6
- Turchia: NTV
- Ucraina: UT1
- Ungheria: m1
- Venezuela: Venevisión
- Vietnam: VTV1